# Razan Zaitouneh
Razan Zaitouneh, född 1977, är en syrisk advokat, journalist och människorättsaktivist. År 2011 grundade hon Violations Documentation Center in Syria (VDC). Hon, hennes make och två kollegor från VDC kidnappades den 9 december 2013 i Duma av okända personer. Den 11 december 2013 krävde 16 människorättsorganisationer att de släpps omedelbart. Hon har mottagit flera pris, däribland Anna Politkovskajapriset, International Women of Courage Award 2013 och Sacharovpriset 2011.